# Gioan Phòng Hưng Diệu
Gioan Phòng Hưng Diệu (tiếng Trung: 房興耀, John Fang Xing-yao; sinh 1953) là một giám mục người Trung Quốc của Giáo hội Công giáo Rôma. Ông hiện đảm nhận chức vụ Giám mục Chánh tòa Giáo phận Nghi Châu và Giám quản Tông Tòa Giáo phận Yên Đài. Ông cũng đồng thời giữ chức Chủ tịch Hội Công giáo Yêu nước Trung Quốc, Phó chủ tịch Giám mục đoàn Công giáo Trung Quốc, Ủy viên thường vụ Hội nghị Hiệp thương Chính trị Nhân dân Trung Quốc khóa XII.

## Tiểu sử
Gioan Phòng Hưng Diệu sinh tháng 6 năm 1953, người Lâm Nghi, tỉnh Sơn Đông (Trung Quốc). Tháng 12 năm 1989, ông thụ phong chức linh mục. Năm 1994, ông được Hội Công giáo Yêu nước Trung Quốc bầu làm Giám mục phó (代理主教, đại lý chủ giáo) của Giáo phận Lâm Nghi, một giáo phận do chính quyền Trung Quốc thiết lập, có địa hạt tương đương với Giáo phận Nghi Châu.
Tòa Thánh sau đó cũng công bố quyết định bổ nhiệm ông làm Giám mục Chánh tòa Giáo phận Nghi Châu. Lễ tấn phong giám mục của ông được cử hành vào ngày 27 tháng 7 năm 1997. Chính quyền Trung Quốc cũng chính thức công nhận ông là Giám mục Lâm Nghi.
Năm 1998, ông được bầu làm Ủy viên thường vụ Giám mục đoàn Công giáo Trung Quốc khóa VI. Năm 1999, ông được bầu làm Phó chủ nhiệm Hội Công giáo Yêu nước, kiêm Chủ nhiệm Ủy ban Giáo vụ tỉnh Sơn Đông.
Năm 2004, ông được bầu làm Phó chủ tịch Hội Công giáo Yêu nước Trung Quốc khóa VII, kiêm Chủ nhiệm Ủy ban Giáo vụ. Năm 2007, ông giữ chức Chủ nhiệm Hội Công giáo Yêu nước thành phố Lâm Nghi.
Tháng 12 năm 2010, ông được bầu làm Chủ tịch Hội Công giáo Yêu nước Trung Quốc khóa VIII, Phó chủ tịch Giám mục đoàn Công giáo Trung Quốc. Tháng 8 năm 2011, ông được bổ nhiệm làm Giám đốc Học viện Thần học Trung Quốc.
Từ ngày 15 tháng 2 năm 2012, ông được Tòa Thánh bổ nhiệm làm Giám quản Tông Tòa của Giáo phận Yên Đài.
Tại Hội nghị Hiệp thương Chính trị Nhân dân Trung Quốc khóa XII, ông được bầu vào Ủy ban thường vụ, kiêm Ủy viên Ủy ban Tôn giáo Chính hiệp, kiêm Ủy viên Ủy ban Tôn giáo Hòa bình Trung Quốc.
Ông được nhận xét là một người ôn hòa, được cả Tòa Thánh lẫn chính quyền Trung Quốc ủng hộ, hoạt động tích cực trong việc thúc đẩy quan hệ giữa cộng đồng Công giáo Trung Quốc với Tòa Thánh cũng như với các quốc gia khác.